# مقاطعة لي (فيرجينيا)
 مقاطعة لي  (بالإنجليزية:  Lee County)‏ هي إحدى المقاطعات في ولاية فيرجينيا في الولايات المتحدة الأمريكية.

## أعلام
- كلود إلي
- كامبل ك. هايت
- أندرو تايلور ستيل